# 日秀尼
日秀尼（にっしゅうに）は、安土桃山時代から江戸時代の日蓮宗の尼僧。瑞龍寺中興三大比丘尼の1人。豊臣秀吉の同父姉、秀長と朝日姫の異父姉。夫は三好吉房で、秀次・秀勝・秀保の生母。
諱は智（とも）。位記上の本名は智子（ともこ）とされる。日秀は出家後の法名（法諱）。字は妙慧（みょうえ）。道号は村雲で、通称に村雲尼（そんうんに）。院号は瑞龍院（ずいりゅういん）。記事名は便宜上、日秀尼としているが、僧侶名は正しくは「瑞龍院妙慧日秀」公。

## 略歴
天文3年（1534年）に誕生。ただし、天文元年（1532年）生まれとする異説もある。父は木下弥右衛門、母は天瑞院（大政所）。
智は、尾張国海東郡乙之村の住人である弥助（本姓三輪氏、後の三好吉房）に嫁ぎ、永禄11年（1568年）に秀次（治兵衛）、永禄12年（1569年）に秀勝（小吉）、天正7年（1579年）に秀保（辰千代）を産んだ。秀次を生んだのが30歳を過ぎているため、秀次を生む前に夭折した子供を産んでいる可能性や家が貧しくて弟の秀吉が立身出世するまで結婚できる生活環境ではなかった可能性などが推測されるが、詳細は不明と言うほかない。
弥助・智夫婦は主に長男の秀次と暮らした。秀吉の立身出世によって一家の境遇は大きく変わった。縁者にめぐまれなかった秀吉にとって、姉夫婦の子どもたちは一門衆としてだけでなく、後継者として成長を期待する存在だった。
天正10年（1582年）頃、秀次が阿波国の三好笑巌の養子となって三好姓を名乗って名跡を継ぐと、同じく三好姓を名乗った。また、天正16年正月には三男の秀保が、秀長の養子に入った。

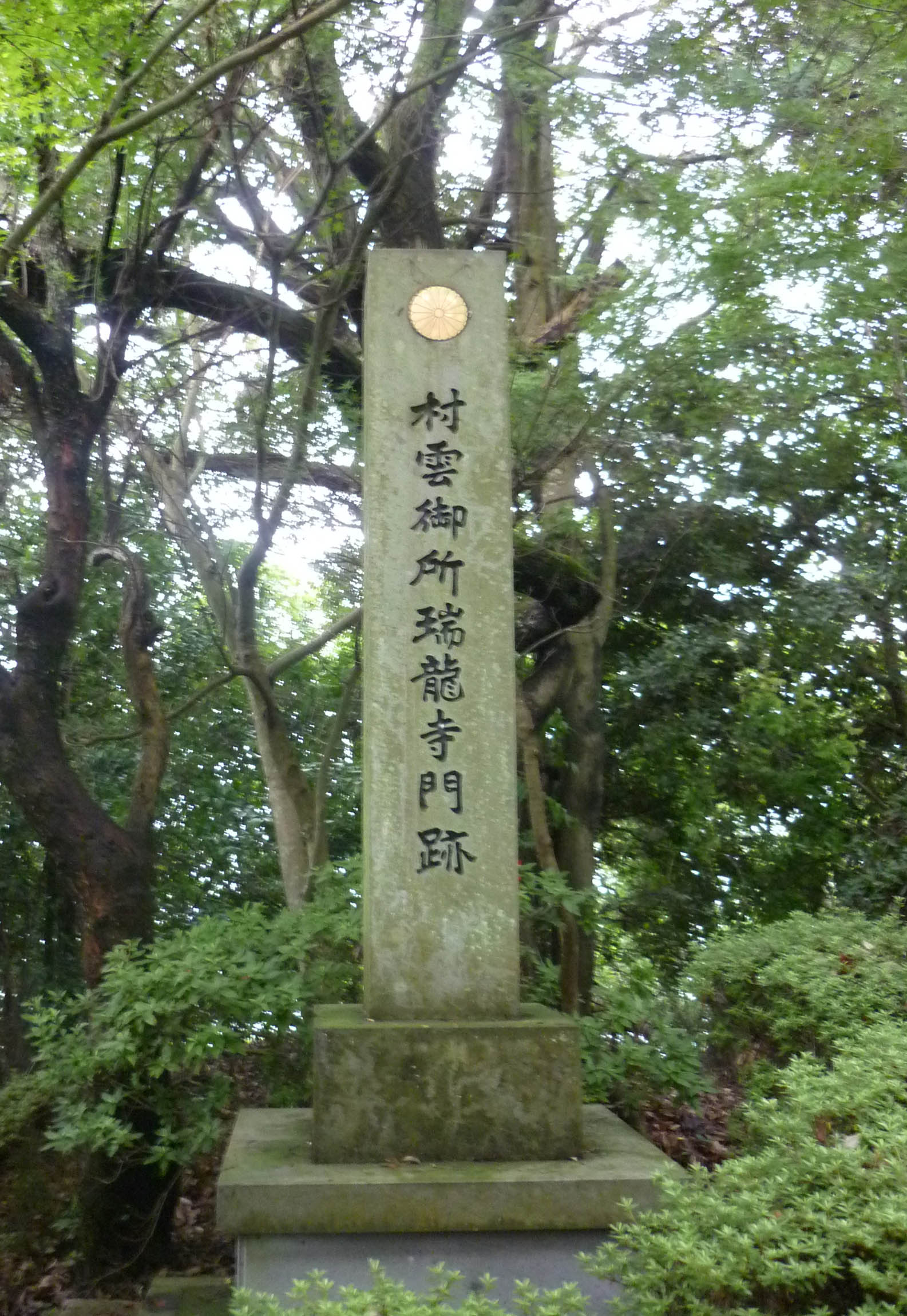
村雲御所瑞龍寺門跡の石標

天正18年（1590年）、小田原の役の論功行賞で、秀次の尾張転封後はこれに従って犬山城に居を構えた。同じく秀勝は甲斐国・信濃国2か国に封じられたが、智が僻地におくのは不憫であると秀吉に哀願したので、翌年には秀勝は美濃岐阜城へ移転することになり、吉房は犬山城を秀勝に譲って（秀次の居城である）清洲城へ移った。
天正19年（1591年）12月に秀次が関白職を秀吉から譲られると、一家は聚楽第に住んだ。同年、秀吉は嫡子鶴松を亡くすと、秀次・秀勝を養子に入れた。

ところが、文禄元年（1592年）、秀勝が文禄の役に出征中、巨済島の陣中で病死した。文禄2年（1593年）、秀吉に実子・お拾（豊臣秀頼）が誕生。文禄4年（1595年）4月、秀保も十津川で不可解なことに急な病死で亡くなった。秀吉は秀保の葬礼をおもてだって執り行うことは無用であると秀次に命じたので、智は北政所に陳情して、ようやく葬儀を行うことができる始末だった。そして秀吉の公式な後継者であった秀次までも、この年の7月に突然、蟄居を命じられ、高野山で切腹して果てた。この事件には、夫の吉房も連座して讃岐国に流され、智は難を逃れたものの、秀吉に孫（秀次の遺児）のほとんど全員を打ち首にされる不幸が続いた。智は泣く泣く嵯峨野の地に善正寺を建立して秀次一族の菩提を弔った。
文禄5年（1596年）正月、智は戒師に本圀寺の空竟院日禎を招き、仏門に入って出家した。『太閤素生記』によれば、初めは法名を日敬としたが、同名の僧がいたため日秀に改めたという。同年、日秀は京都の村雲の地に瑞龍寺を建立したが、気の毒に思った後陽成天皇が1000石の寺領を寄進したので、後に皇女や公家の娘が門跡となる比丘尼御所（俗にいう尼門跡）として、「村雲御所」と呼ばれる格式高い寺院となった。この寺院は後に大火で焼けて、現在の瑞龍寺へ移転した。
慶長3年（1598年）8月18日、弟・秀吉の死を見送り、慶長17年（1612年）には夫に先立たれ、慶長20年（1615年）夏には大坂の陣で豊臣秀頼ら親族の大半を失い豊臣家が滅亡し、豊臣方についた山口兵内の妻となった最後の孫娘・お菊も徳川方に処刑されるという悲劇を味わった。
寛永2年4月24日または4月4日（1625年5月30日または5月10日）に死去した。享年92。

墓所は瑞龍寺、本圀寺、秀次の墓所がある善正寺に存在する。善正寺には肖像画と木像が残る。

## 逸話
- 慶長20年、大坂夏の陣で豊臣宗家が滅亡すると、真田信繁の五女（母は秀次の娘隆清院）で曾孫にあたる御田姫（後に岩城宣隆室）を自分のもとに避難させている。
- 孫（秀勝の娘）である完子との関わりもあったらしく、完子や千世鶴とともに豊臣秀保の旧臣藤堂高虎と面会したり、完子の末娘が日秀の生前からの願いにより瑞龍寺を継いだりしている。
- 曽孫の二人（二条康道・九条道房）が摂政になるなど、秀吉の兄弟姉妹では唯一、現代に至るまで子孫を残しており、その中には明仁上皇をはじめとする現在の皇族（男性皇族および内親王・女王全員）も含まれている（崇源院#系譜参照）。

## 関連作品
- 新書太閤記（1973年、NET　演：冨士眞奈美）
- おんな太閤記（1981年、NHK大河ドラマ 演：長山藍子）
- 秀吉（1996年 NHK大河ドラマ 演：深浦加奈子）
- 寧々〜おんな太閤記（2009年 テレビ東京 演：横山めぐみ）
- 江〜姫たちの戦国〜（2011年、NHK大河ドラマ 演：阿知波悟美）
- 豊臣兄弟!（2026年予定、NHK大河ドラマ 演：宮澤エマ）